# Hexatoma (Eriocera) brunettii
Hexatoma (Eriocera) brunettii is een tweevleugelige uit de familie steltmuggen (Limoniidae). De soort komt voor in het Oriëntaals gebied.